# Fidelis Andria 1928 2014-2015
Questa voce raccoglie le informazioni riguardanti la S.S.D. Fidelis Andria 1928 nelle competizioni ufficiali della stagione 2014-2015.

## Divise e sponsor
| Casa | Trasferta | Terza divisa |

## Risultati

### Serie D

#### Girone di andata
| Arbitro: | Francesco Cenami (Rieti) |

|                              |           |                                      |
| Evacuo D. 57’ Cirillo G. 76’ | Marcatori | 7’ Lattanzio 10’ Olcese 45’ Moscelli |

| Arbitro: | Alessandro Chindemi (Viterbo) |

|                             |           |  |
| Moscelli 37’ D'Agostino 87’ | Marcatori |  |

| Pomigliano d'Arco 21 settembre 2014 3ª giornata | Pomigliano | 2 – 1 | Fidelis Andria | Stadio Ugo Gobbato |

| Andria 28 settembre 2014 4ª giornata | Fidelis Andria | 4 – 3 | Brindisi | Stadio Degli Ulivi |

| Frattamaggiore 5 ottobre 2014 5ª giornata | Arzanese | 1 – 1 | Fidelis Andria | Stadio Pasquale Ianniello |

| Andria 12 ottobre 2014 6ª giornata | Fidelis Andria | 3 – 2 | Monopoli | Stadio Degli Ulivi |

| Sarno 19 ottobre 2014 7ª giornata | Sarnese | 1 – 2 | Fidelis Andria | Stadio Felice Squitieri |

| Andria 26 ottobre 2014 8ª giornata | Fidelis Andria | 3 – 0 | Gallipoli | Stadio Degli Ulivi |

| Andria 2 novembre 2014 9ª giornata | Fidelis Andria | 1 – 0 | Grottaglie | Stadio Degli Ulivi |

| San Severo 9 novembre 2014 10ª giornata | San Severo | 0 – 1 | Fidelis Andria | Stadio Ricciardelli |

| Andria 16 novembre 2014 11ª giornata | Fidelis Andria | 1 – 0 | Taranto | Stadio Degli Ulivi |

| Potenza 23 novembre 2014 12ª giornata | Potenza | 0 – 0 | Fidelis Andria | Stadio Alfredo Viviani |

| Andria 30 novembre 2014 13ª giornata | Fidelis Andria | 7 – 2 | Puteolana | Stadio Degli Ulivi |

| Manfredonia 7 dicembre 2014 14ª giornata | Manfredonia | 2 – 2 | Fidelis Andria | Stadio Miramare |

| Andria 14 dicembre 2014 15ª giornata | Fidelis Andria | 3 – 1 | Cavese | Stadio Degli Ulivi |

| Bisceglie 21 dicembre 2014 16ª giornata | Bisceglie | 2 – 3 | Fidelis Andria | Stadio Gustavo Ventura |

| Andria 4 gennaio 2015 17ª giornata | Fidelis Andria | 3 – 1 | Gelbison | Stadio Degli Ulivi |

#### Girone di ritorno
| Andria 11 gennaio 2015 18ª giornata | Fidelis Andria | 2 – 1 | Scafatese | Stadio Degli Ulivi |

| Francavilla in Sinni 18 gennaio 2015 19ª giornata | FC Francavilla | 1 – 2 | Fidelis Andria | Stadio Nunzio Fittipaldi |

| Andria 25 gennaio 2015 20ª giornata | Fidelis Andria | 2 – 1 | Pomigliano | Stadio Degli Ulivi |

| Brindisi 8 febbraio 2015 21ª giornata | Brindisi | 1 – 1 | Fidelis Andria | Stadio Franco Fanuzzi |

| Andria 15 febbraio 2015 22ª giornata | Fidelis Andria | 1 – 1 | Arzanese | Stadio Degli Ulivi |

| Monopoli 22 febbraio 2015 23ª giornata | Monopoli | 2 – 0 | Fidelis Andria | Stadio Vito Simone Veneziani |

| Andria 1º marzo 2015 24ª giornata | Fidelis Andria | 2 – 1 | Sarnese | Stadio Degli Ulivi |

| Gallipoli 8 marzo 2015 25ª giornata | Gallipoli | 0 – 0 | Fidelis Andria | Stadio Antonio Bianco |

| Grottaglie 15 marzo 2015 26ª giornata | Grottaglie | 1 – 2 | Fidelis Andria | Stadio Atlantico D'Amuri |

| Andria 22 marzo 2015 27ª giornata | Fidelis Andria | 1 – 0 | San Severo | Stadio Degli Ulivi |

| Taranto 29 marzo 2015 28ª giornata | Taranto | 4 – 1 | Fidelis Andria | Stadio Erasmo Iacovone |

| Andria 2 aprile 2015 29ª giornata | Fidelis Andria | 2 – 3 | Potenza | Stadio Degli Ulivi |

| Puteolana 12 aprile 2015 30ª giornata | Puteolana | 0 – 1 | Fidelis Andria | Stadio Domenico Conte |

| Andria 19 aprile 2015 31ª giornata | Fidelis Andria | 2 – 0 | Manfredonia | Stadio Degli Ulivi |

| Cava de' Tirreni 26 aprile 2015 32ª giornata | Cavese | 2 – 3 | Fidelis Andria | Stadio Simonetta Lamberti |

| Andria 3 maggio 2015 33ª giornata | Fidelis Andria | 0 – 0 | Bisceglie | Stadio Degli Ulivi |

| Vallo della Lucania 10 maggio 2015 34ª giornata | Gelbison | 2 – 2 | Fidelis Andria | Stadio Giovanni Morra |

#### Poule scudetto
| Arbitro: | Giuliano Parrella (Battipaglia) |

|                                        |           |                                   |
| Siclari 17’ 60’ Kosovan 46’ Nohman 68’ | Marcatori | 7’ 64’ Moscelli 17’ (rig.) Olcese |

| Andria 24 maggio 2015, ore 20:30 Turno preliminare - Giornata 3 | Fidelis Andria           | 0 – 0 | Akragas | Stadio Degli Ulivi\| Arbitro: \| Daniele Paterna (Teramo) \| |
| Arbitro:                                                        | Daniele Paterna (Teramo) |       |         |                                                              |